# 1960 en science
| Années de la science : 1957 - 1958 - 1959 - 1960 - 1961 - 1962 - 1963    |
| Décennies de la science : 1930 - 1940 - 1950 - 1960 - 1970 - 1980 - 1990 |

Cet article présente les faits marquants de l'année 1960 en science.

## Évènements
- 23 janvier : l’océanographe suisse Jacques Piccard et le lieutenant de la marine américaine Don Walsh, à bord du bathyscaphe Trieste conçu par le professeur Auguste Piccard, établissent un nouveau record du monde de plongée en descendant à 10 916 mètres au-dessous du niveau de la mer dans la fosse des Mariannes (océan Pacifique)[1].
- 12 mai : lancement du navire océanographique français Thalassa. Il effectue ses premières missions en mer le long des côtes françaises et aux Baléares du 17 décembre 1960 au 5 janvier 1961[2].

### Sciences physiques
- 5 février : le plus grand synchrotron du monde pour la recherche nucléaire (25 milliards d'électron-volt), est inauguré à Meyrin dans la banlieue de Genève (Suisse) par le CERN[3].
- Février : le physicien Eugene Wigner publie un article intitulé The unreasonable effectiveness of mathematics in the natural sciences[4] (« La déraisonnable efficacité des mathématiques dans les sciences naturelles »)[5].

- 22 mars : les physiciens américains A.L. Schawlow et C.H. Townes obtiennent le premier brevet pour un laser[6].

- 8 avril : lancement du premier projet Ozma, première tentative de détection de signaux d'une intelligence extraterrestre[7].

- 1er novembre : dans un article publié dans le Scientific American[8], le physicien américain John H. Reynolds (en), de l'Université de Californie, estime l'âge du système solaire a environ 4,5 ou 4,6 milliards d'années[9].

#### Astronautique
- 16 février : la première photographie couleur de la Terre prise dans l’espace est récupéré dans la capsule du lanceur Thor-Agena lancé le 1er décembre 1959[10].
- 11 mars : la NASA lance avec succès Pioneer 5, une sonde spatiale de 43 kg pour un voyage orbital autour du soleil[11]. Il s'agit du troisième objet en orbite solaire.

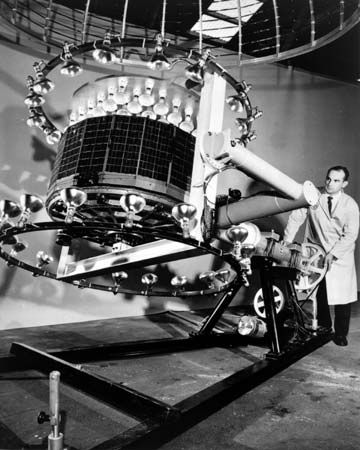
TIROS-1 pendant les essais.

- 1er avril : lancement du premier satellite américain d'observation météo TIROS-1[11].
- 6 avril : perte du satellite soviétique Spoutnik 3[11].

- 13 avril :
  - le Parlement britannique annonce la décision d'annuler le projet de missile Blue Streak pour raisons budgétaires. Il est reconverti comme premier étage du lanceur Europa[12].
  - lancement, depuis cap Canaveral, d'un satellite américain expérimental de 265 livres conçu pour aider à la navigation, le Transit 1B[11].

- 15 mai : lancement du premier vaisseau spatial russe Vostok plaçant sur orbite Spoutnik 4. D'un poids de 4 540 kg, il contient un homme factice[13].

- 30 juin : l'avion-fusée expérimental américain X-15 atteint le record record du monde de vitesse dans l'air à mach 3 à une altitude de 32 km[14].

- 28-29 juillet : la NASA rend public le projet Apollo[15].

- 13 août : lancement du premier satellite relais de communication passif Echo 1 et la première conversation téléphonique bidirectionnelle par satellite[11]. C’est un ballon de 30 m réfléchissant les ondes radioélectriques.

- 19 août : lancement de la fusée habitée Spoutnik 5 avec à son bord deux chiens, 40 souris, 2 rats et une collection de plantes. Tout l'équipage revient sur terre sain et sauf[13].

- 4 octobre : Courier 1B, un satellite relais de communication d'un poids de 500 livres est placé sur orbite terrestre à partir Cap Canaveral[11].
- 10 et 14 octobre : échec du programme Marsnik ; les premières fusées soviétiques envoyées vers Mars sont détruites[16].

- 24 octobre : explosion d'une fusée R-16 à Baïkonour, tuant 92 personnes, dont le Général Mitrofane Nedeline[17].

- 23 novembre : lancement du satellite d'observation météo américain TIROS-2[18].

- 1er décembre : conférence intergouvernementale de Meyrin en Suisse créant la Commission préparatoire européen pour la recherche spatiale (COPERS)[11].
- 15 décembre : échec du lancement de la sonde spatiale Pioneer P-31, le troisième essai américain pour mettre en orbite lunaire un satellite scientifique. L'explosion de la fusée Atlas met un terme au programme Pioneer[19].

### Sciences de la vie
- 12 février : le président Eisenhower demande au Comité consultatif scientifique américain de lui présenter un rapport circonstancié sur l'utilisation des additifs chimiques par l'industrie agro-alimentaire[20].
- 13 février :
  - Max Perutz publie la structure de l'hémoglobine[21].
  - John Kendrew publie la structure de la myoglobine[22].
- 24 février : la FDA approuve la commercialisation de la première benzodiazépine, la chlordiazépoxide (Librium)[23].

- Juin : le biochimiste espagnol Joan Oró publie sa découverte que des solutions concentrées de cyanure d'ammonium dans l'eau peuvent produire le nucléotide adénine[24].

- 1er juillet : Robert Burns Woodward publie la synthèse totale de la chlorophylle[25].

- Juillet : l'organisme American Heart Association écrit dans un rapport : « Les études statistiques permettent de faire le lien entre le tabagisme et les décès liés aux maladies coronariennes »[26].

- 2 août : pour la première fois, lors d'un procès en Floride aux États-Unis, un jury établit un lien de responsabilité entre la mort d'un fumeur et une compagnie de tabac[27].

- 22 septembre : le navire-hôpital SS Hope (en), financé par des fonds privés, et comportant un hôpital flottant et une école de soins médicaux, quitte San Francisco pour une mission de plusieurs années en Indonésie et au Sud Viêt Nam dans le but de former aux traitements médicaux les populations locales[28].

- 7 novembre : James Henry Brett Jr., âgé de 111 ans devient la plus vieille personne à subir une opération à Houston[29].

- Jacques Ruffié invente l'hémotypologie, qui permet de retrouver un individu par ses caractéristiques sanguines et constitue un apport à la police scientifique[30].

- Quatre chercheurs différents (Sam Weiss, Jerard Hurwitz (en), Audrey Stevens et James Bonner) découvrent la polymérase de l'ARN bactérien qui règle la polymérisation de nucléotides sous la direction de l'ADN[31].

### Technologie
- 12 janvier : un article publié dans le Journal of Applied Physics décrit un magnétoscope dévellopé par le laboratoire de recherche de General Electric qui utilise une bande thermoplastique pour l'enregistrement d'impulsions électromagnétiques, utilisant moins d'espace, et qui peut être employée pour projeter des vidéos sur l'écran comme un film cinématographique[32].
- Juin 1960 : Mohamed M. Atalla et Dawon Kahng des laboratoires Bell présentent le premier MOSFET lors d'un conférence au Carnegie Institute of Technology à Pittsburgh[33].
- 11 mai : mise à flot du paquebot France, à Saint-Nazaire, alors le plus long paquebot jamais construit[34].
- 6 août : le physicien américain Theodore Maiman publie son invention du laser[35].

- Crise du logiciel (en) informatique (1960-1965). La technique des logiciels piétine alors que le matériel ne cesse d’évoluer[36].

#### Armement
- 13 février : l'opération Gerboise bleue conduit au premier essai nucléaire de la France (bombe A), près de Reggane dans le désert du Tanezrouft (Sahara algérien), la classant ainsi 4e puissance atomique au monde[37].
- 24 février-25 avril : Opération Sandblast. Le sous-marin nucléaire américain USS Triton effectue le premier un tour du monde en plongée[38].
- 24 mai : l'US Air Force met sur orbite le satellite Midas 2 pour détecter toute attaque nucléaire[11].

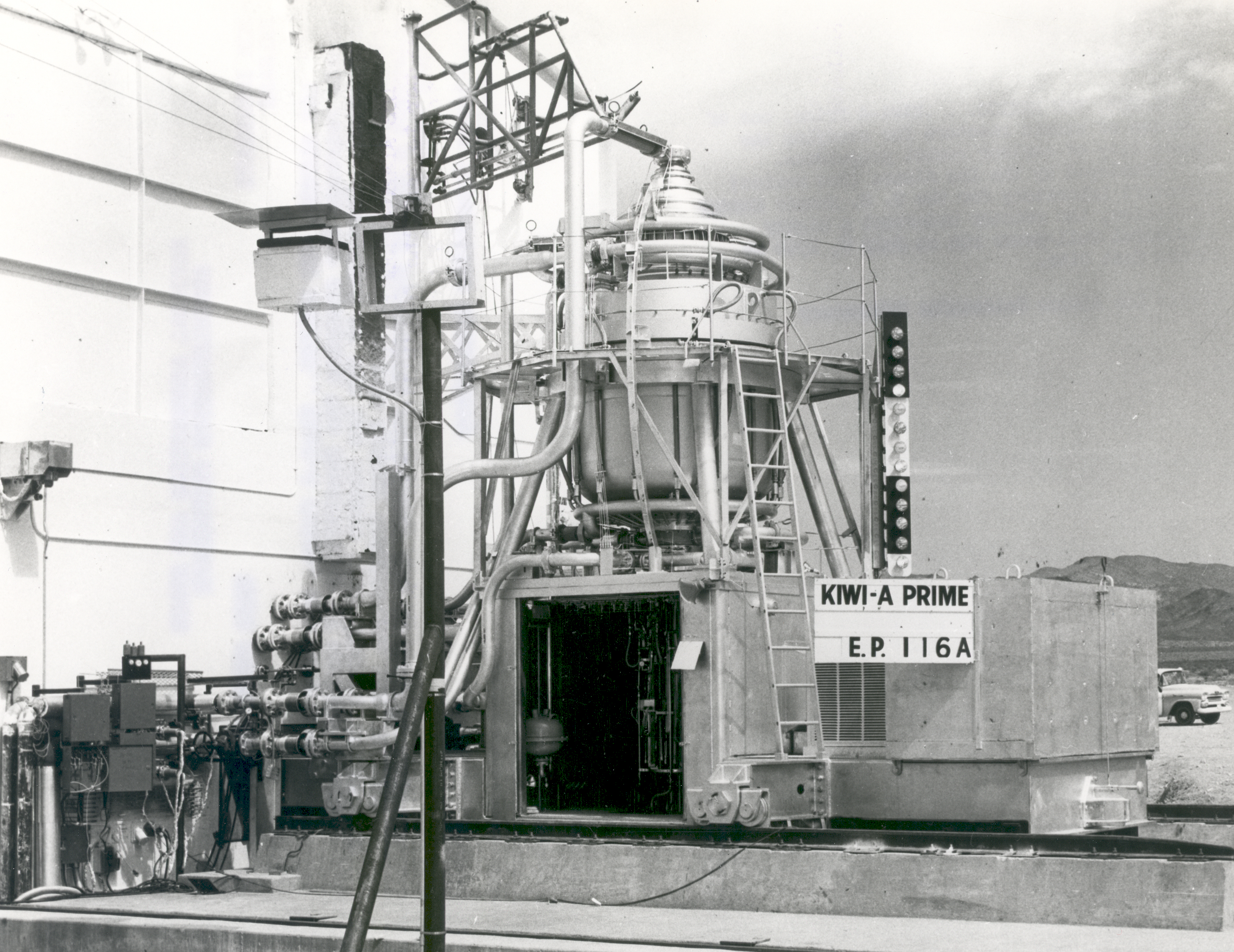
Le réacteur nucléaire Kiwi-A Prime.

- 8 juillet : le second réacteur expérimental (Kiwi-A Prime), du projet de missile nucléaire Rover, est testé avec succès, en pleine puissance et durée de fonctionnement à Jackass Flats dans le Nevada[39].
- 20 juillet : la marine américaine réussit le test de lancement de deux missiles Polaris à partir d'un sous-marin immergé, le USS George Washington. Le 15 novembre, il est opérationnel[40].

- 10 août : lancement du satellite militaire Discoverer 13 (en). La capsule est récupérée à son retour de l’espace le 11 août[11].
- 18 août : lancement du premier satellite américain d'espionnage Discoverer 14 (en) (programme Corona équipé d'un appareil de photos[11].

- 24 septembre : lancement à Newport News (Virginie) du premier porte-avions à propulsion nucléaire, l’USS Enterprise[41], le plus grand navire jamais construit (85 350 tonnes).

- 12 novembre : le satellite de reconnaissance Discoverer 17 (en) est mis en orbite depuis la base de US Air Force de Vanderberg en Californie[42].

## Prix
- Prix Nobel

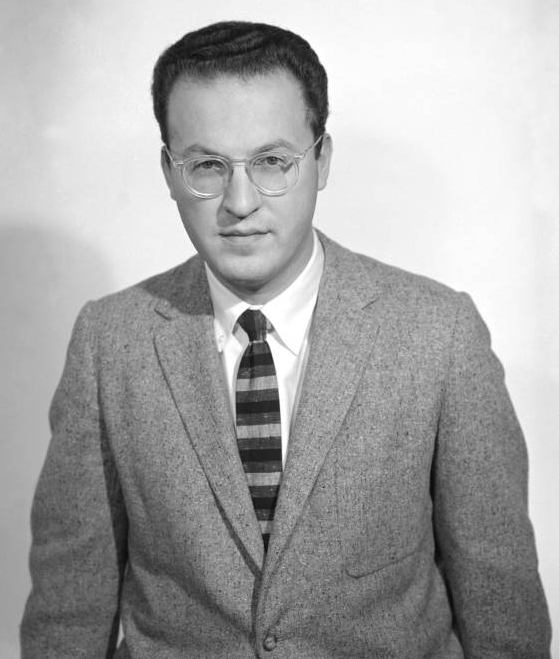
Donald Arthur Glaser

  - Physique : Donald Arthur Glaser (chambre à bulles).
  - 3 octobre : Chimie : Willard Frank Libby (Américain) pour sa méthode de datation des matériaux géologiques par le carbone.
  - 21 octobre : Physiologie ou médecine : Sir Frank Macfarlane Burnet (Australien), Peter Brian Medawar (Britannique) pour leurs travaux sur la tolérance immunologique des greffes d’organes.
- Prix Lasker
  - Prix Albert-Lasker pour la recherche médicale fondamentale : Maurice Wilkins, Francis Crick, James Watson, James Neel, Lionel Penrose, Ernst Ruska, James Hillier
  - Prix Albert-Lasker pour la recherche médicale clinique : Karl Paul Link, Irving S. Wright (de), Edgar Van Nuys Allen (en)
- Médailles de la Royal Society
  - Médaille Copley : Harold Jeffreys
  - Médaille Darwin : Edred John Henry Corner
  - Médaille Davy : John Monteath Robertson
  - Médaille Hughes : Joseph Lade Pawsey
  - Médaille Leverhulme : Cyril Norman Hinshelwood
  - Médaille royale : Roy Cameron, Alfred Charles Bernard Lovell
  - Médaille Rumford : Alfred Gordon Gaydon
- Médailles de la Geological Society of London
  - Médaille Lyell : Doris Livesey Reynolds (en)
  - Médaille Murchison : Archibald Gordon MacGregor (en)
  - Médaille Wollaston : Cecil Edgar Tilley
- Prix Jules-Janssen (astronomie) : Albert Whitford
- Médaille Bruce (Astronomie) : Viktor Ambartsumian
- Médaille Linnéenne : Libbie Henrietta Hyman et Hugh Hamshaw Thomas
- Prix Lalande : Marie Bloch
- Médaille d'or du CNRS : Raoul Blanchard

## Naissances

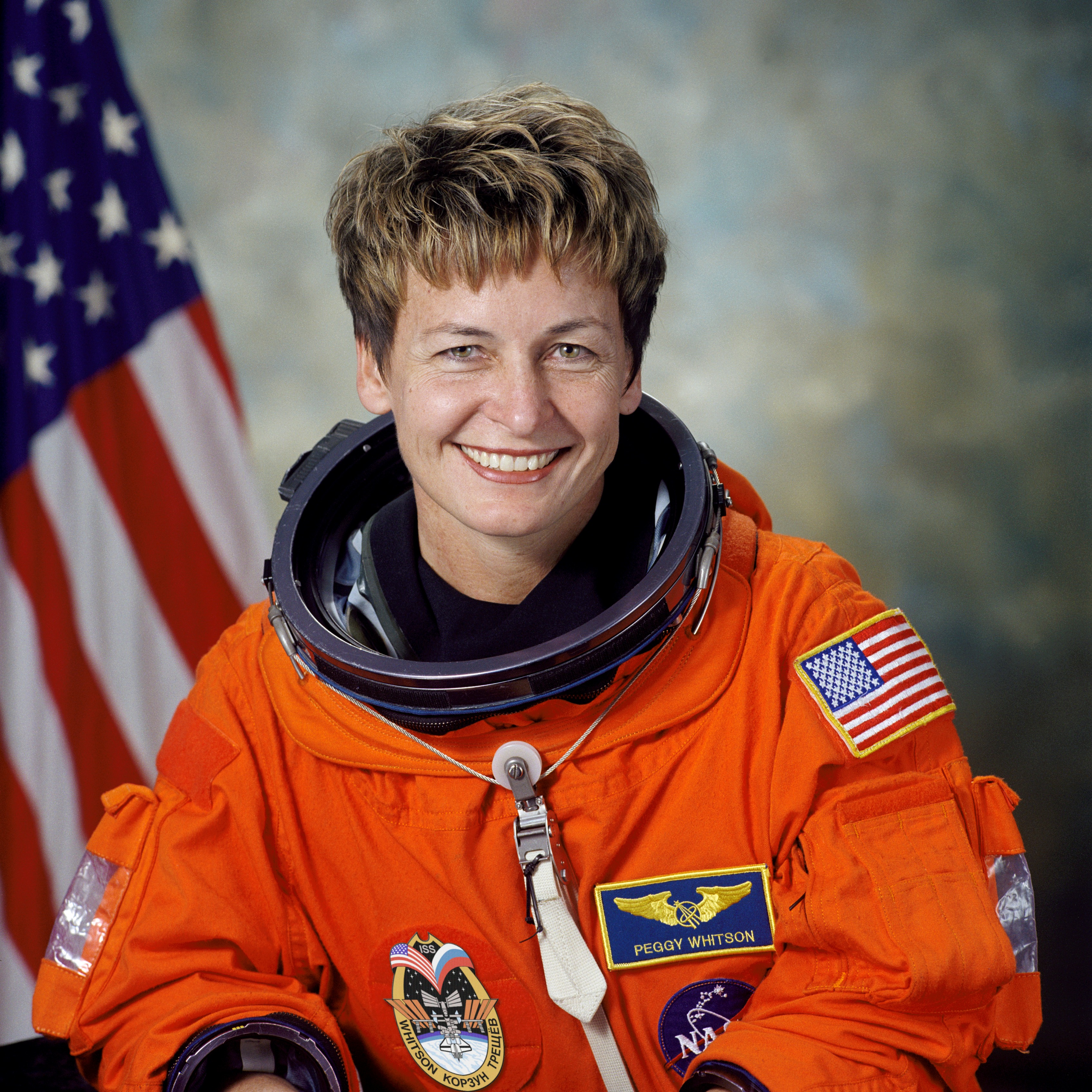
Peggy Whitson

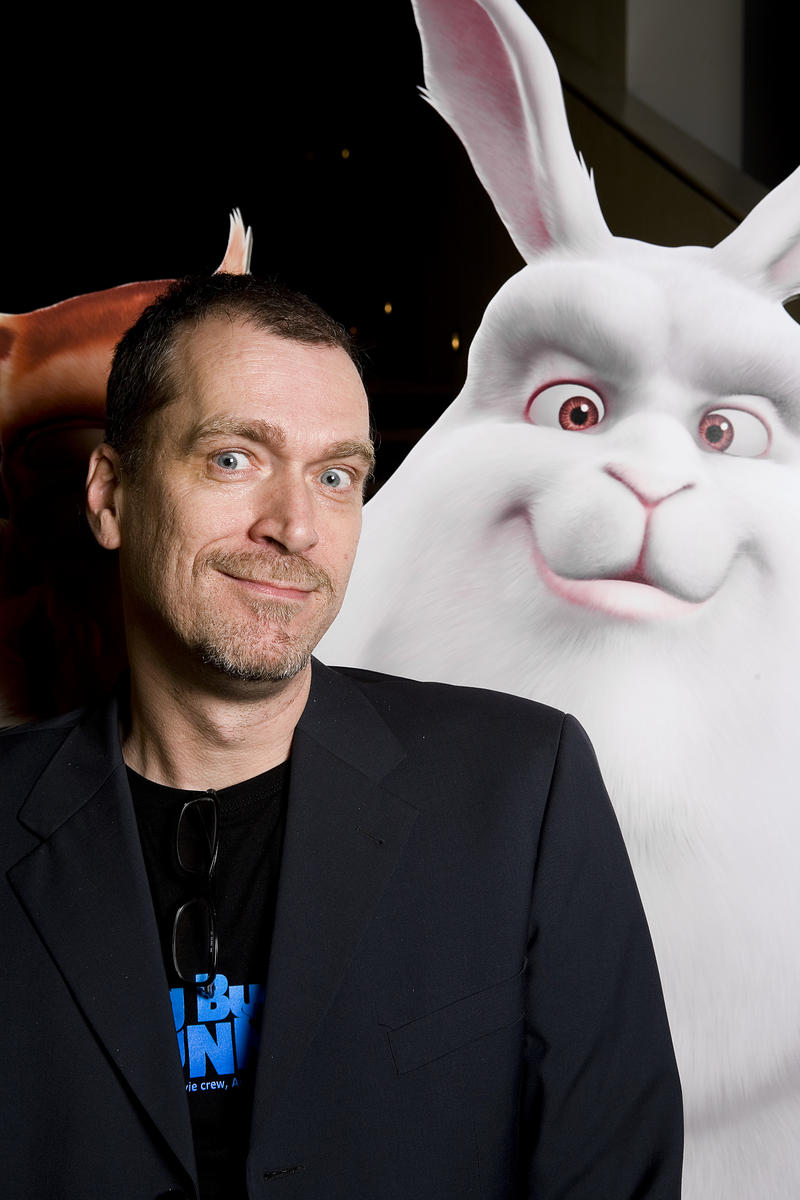
Ton Roosendaal

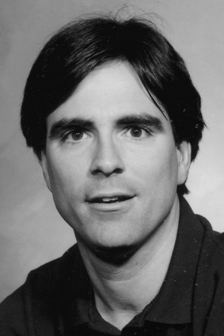
Randy Pausch

- 16 janvier : Youssoufi Touré, mathématicien et chercheur en génie informatique français d'origine malienne.
- 24 janvier : Telmo Fernández Castro, astrophysicien espagnol.
- 9 février : Peggy Whitson, astronaute américaine.
- 11 février : Richard A. Mastracchio, astronaute américain.

- 2 mars : Mikhaïl Tiourine, cosmonaute soviétique.
- 20 mars :
  - Ton Roosendaal, informaticien néerlandais.
  - Iouri Charguine, cosmonaute soviétique.

- 7 avril : Alexandre-Pierre Gaspar, médecin, écrivain et informaticien français.
- 8 avril : Ingo Nentwig, sinologue et ethnologue allemand.
- 15 avril : Mikhail Korniyenko, cosmonaute soviétique.
- 18 avril : Albert Piette, anthropologue et sociologue français.
- 29 avril : Alain Lefebvre, informaticien,conférencier et écrivain français.

- 1er juin : Semir Osmanagić, auteur et archéologue amateur bosniaque.

- 7 juillet : Kevin A. Ford, astronaute américain.
- 8 juillet : Jérôme Bibette, physicien et chimiste français.
- 23 juillet : Jaume Nomen, astronome espagnol.

- 24 août :
  - Steven W. Lindsey, astronaute américain.
  - Franz Viehböck, ingénieur et spationaute autrichien.
- 25 août : Lee Archambault, astronaute américain.
- 28 août : Leroy Chiao, astronaute américain.
- 29 août : Thomas H. Marshburn, astronaute américain.

- 12 octobre : Eva Olsson, physicienne suédoise.
- 18 octobre : Craig C. Mello, biologiste américain, prix Nobel de physiologie ou médecine en 2006.
- 22 octobre : Brewster Kahle, informaticien américain.
- 23 octobre
  - Randy Pausch (mort en 2008), professeur d'informatique américain.
  - Mario Szegedy, mathématicien et informaticien hongrois.

- 19 novembre : Johan Håstad, informaticien théorique suédois.

- 2 décembre : Anders Hejlsberg, informaticien danois.
- 12 décembre : Valter Giuliani, astronome amateur italien.
- 14 décembre : Catherine G. Coleman, astronaute américaine.
- 15 décembre : Kin Endate, astronome japonais.
- 19 décembre : Bertrand Serlet, chercheur en informatique français.

- Susanne Bickel, égyptologue allemande.
- R. Paul Butler, astronome américain.
- Bruce Horn, développeur américain.
- Ulisse Munari, astronome italien.
- David L. Rabinowitz, astronome américain.
- Stéphane Roux, physicien français.
- James V. Scotti, astronome américain.

## Décès

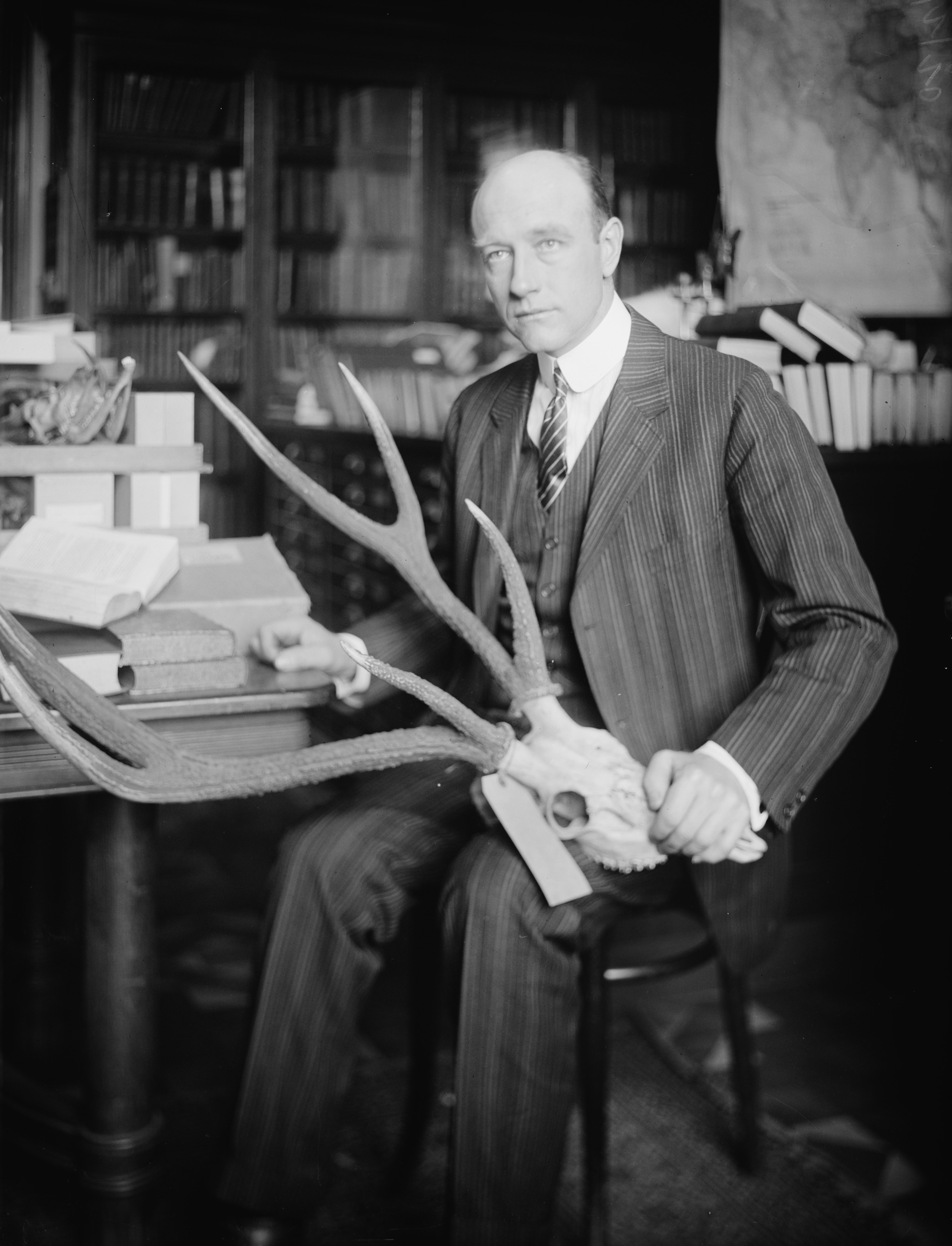
Roy Chapman Andrews

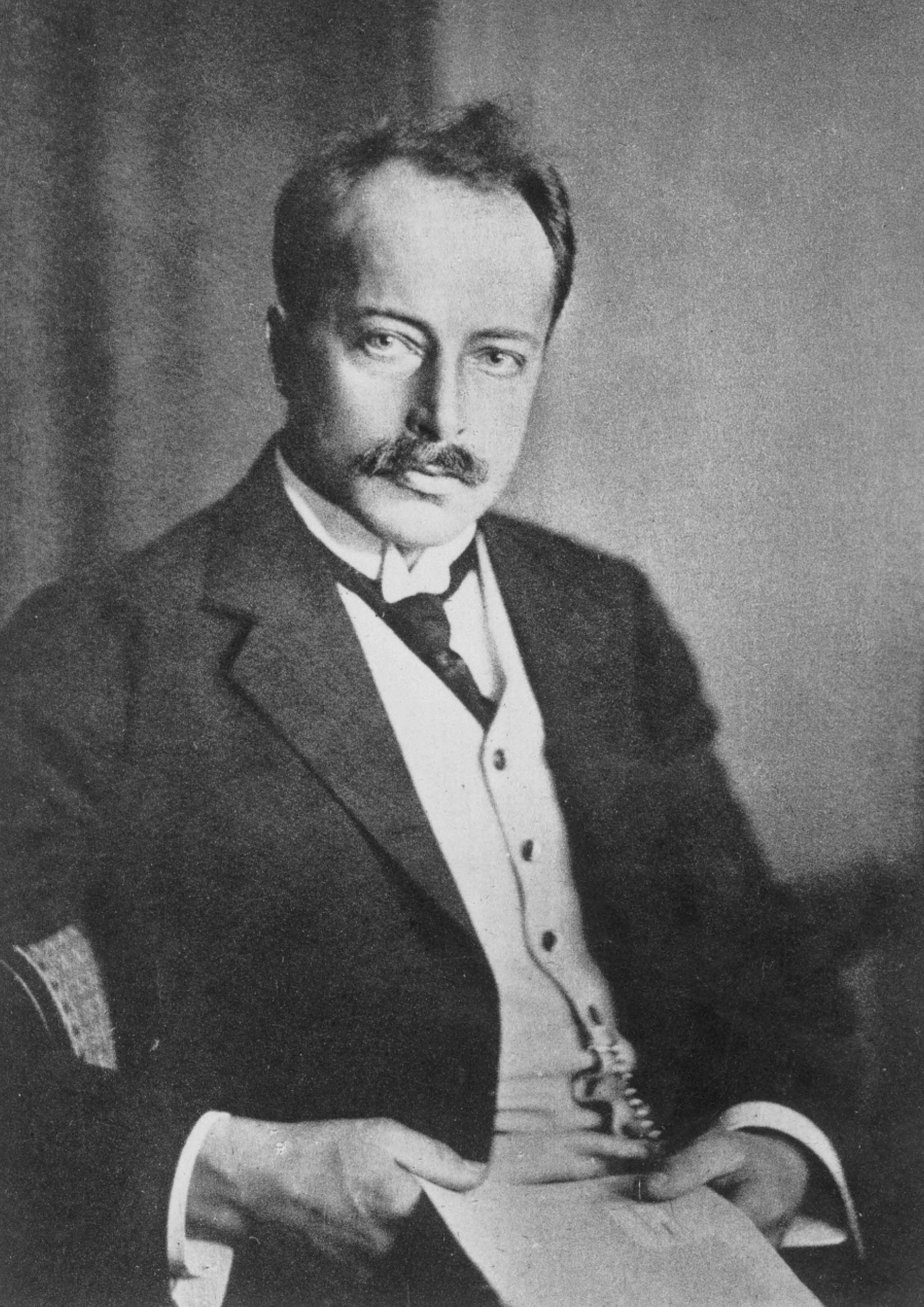
Max von Laue

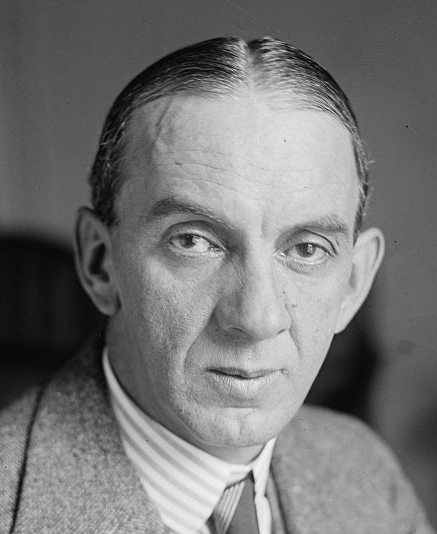
Manuel Gamio

- 23 janvier : Hugh Percy Wilkins (né en 1896), ingénieur et astronome amateur gallois.
- 25 janvier :
  - Beno Gutenberg (né en 1889), géologue et sismologue allemand.
  - Gavriil Tikhov (né en 1875), astronome biélorusse.

- 7 février : Igor Kourtchatov, (né en 1903), physicien russe.
- 20 février : Leonard Woolley (né en 1880), archéologue britannique.
- 11 mars : Roy Chapman Andrews (né en 1884), explorateur, aventurier, paléontologue et naturaliste américain.
- 15 mars : Eduard Čech (né en 1893), mathématicien tchèque.
- 19 mars : Adolf Schulten (né en 1870), archéologue, historien et philosophe allemand.
- 21 mars : Sheila Scott Macintyre (née en 1910), mathématicienne britannique.

- 24 avril : Max von Laue (né en 1879), physicien allemand, prix Nobel de physique en 1914.
- 25 avril : August Kopff (né en 1882), astronome allemand.
- 28 avril : Anton Pannekoek (né en 1873), astronome, astrophysicien et militant communiste néerlandais.
- 29 avril : Colin Stanley Gum (né en 1924), astronome australien.
- 21 mai : Georges Claude (né en 1870), physicien et chimiste français.
- 23 mai : Louis Marin (né en 1871), professeur d'ethnographie et homme politique français.

- 13 juin : Carl Keenan Seyfert (né en 1911), astronome américain.
- 15 juin : Marcel Dehalu (né en 1873), astronome belge.
- 20 juin : André Patry (né en 1902), astronome français.
- 23 juin : Frederick C. Leonard (né en 1896), astronome américain.
- 25 juin : Walter Baade (né en 1893), astronome allemand.

- 8 juillet : Ángel Cabrera (né en 1879), zoologiste espagnol.
- 14 juillet : Maurice de Broglie (né en 1875), physicien français.
- 16 juillet : Manuel Gamio (né en 1883), archéologue, sociologue et anthropologue mexicain.
- 26 juillet : Maud Menten (née en 1879), médecin et biochimiste canadienne.
- 28 juillet : Clyde Kluckhohn (né en 1905), anthropologue américain.
- 15 août : Pierre Chevenard (né en 1888), ingénieur et scientifique français.
- 17 août : Jules Formigé (né en 1879), architecte et archéologue français.

- 15 septembre : Edward J. Ruppelt (né en 1923), officier américain, inventeur du terme « UFO » (« Unidentified Flying Object ») (OVNI, en français).
- 21 septembre : Frank Elmore Ross (né en 1874), astronome et physicien américain.

- 5 octobre : Alfred Louis Kroeber (né en 1876), anthropologue américain.
- 22 octobre : Maurice Alliot (né en 1903), égyptologue et professeur français.

- 3 novembre : Harold Spencer Jones (né en 1890), astronome britannique.
- 4 novembre : Georges Hostelet (né en 1875), sociologue, mathématicien et philosophe.
- 25 décembre : Alberto María De Agostini (né en 1883), missionnaire italien, qui fut tout à la fois explorateur, écrivain, photographe, géographe, ethnologue et montagnard, connu pour ses expéditions en Patagonie.

- Edmund Kiss (né en 1886), archéologue et écrivain allemand.